# Maurice Vaughan
Maurice Vaughan (1660 - 26 de abril de 1722) foi um cónego de Windsor de 1695 a 1722.

## Carreira
Ele foi educado em Eton College e St John's College, Cambridge e graduou-se BA em 1681 e MA em 1684.
Ele foi nomeado:
- Membro do Trinity Hall, Cambridge 1685 - 1694
- Reitor da Gritaria 1692 - 1722
- Prebendário de Lichfield 1692 - 1722

Ele foi nomeado para a segunda bancada na Capela de São Jorge, Castelo de Windsor em 1695, e manteve a posição até 1722.